# Skråtjärnen (Sidensjö socken, Ångermanland, 703016-161503)
Skråtjärnen är en sjö i Örnsköldsviks kommun i Ångermanland och ingår i Nätraåns huvudavrinningsområde.